# 董瑞萼
董瑞萼（1949年—），男，祖籍江苏苏州，生于上海，尼日利亚华侨企业家，尼日利亚董氏集团董事长，中华海外联谊会副会长，中华全国归国华侨联合会海外顾问。